# Герб комуни Енчепінг
Герб комуни Енчепінг (швед. Enköpings kommunvapen) — символ шведської адміністративно-територіальної одиниці місцевого самоврядування комуни Енчепінг. 

## Історія
Для герба використано сюжет з печаток міста 1327 року. Місто також використовувало меншу печатку лише з однією лілією. 

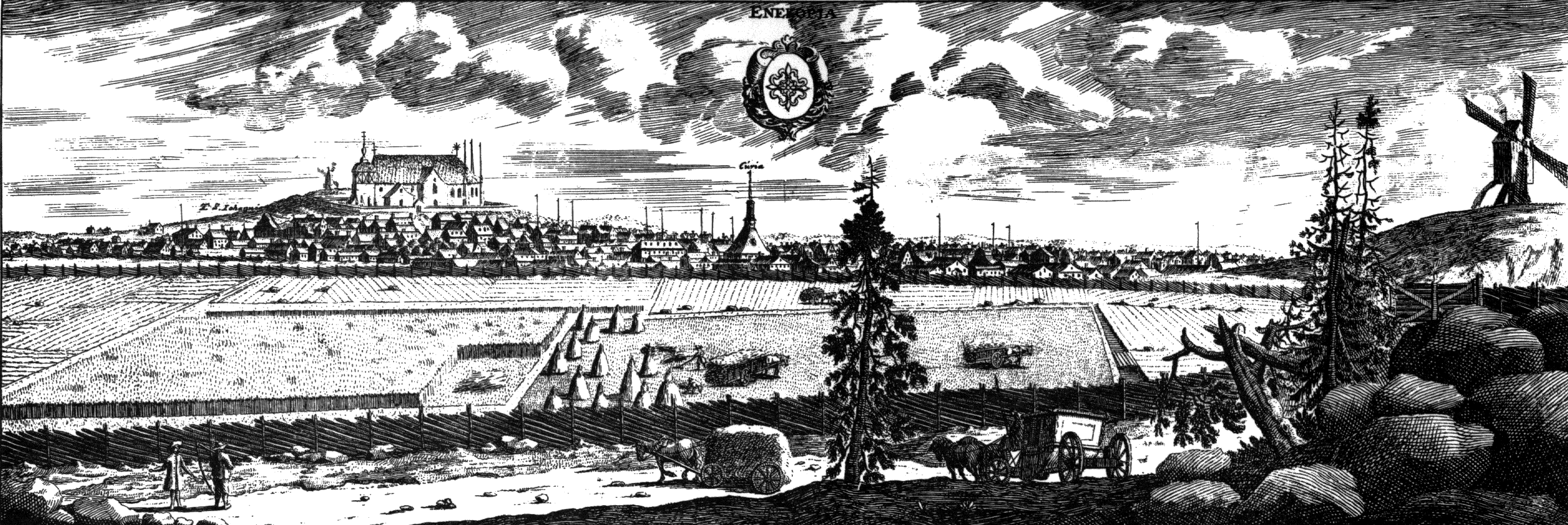
Герб на гравюрі з панорамою Енчепінга (біля 1700 р.)

Герб міста Енчепінг отримав королівське затвердження 1928 року. 
Після адміністративно-територіальної реформи, проведеної в Швеції на початку 1970-х років, муніципальні герби стали використовуватися лишень комунами. Тому тепер цей герб представляє комуну Енчепінг, а не місто. Герб комуни Енчепінг зареєстровано 1974 року. 

## Опис (блазон)
У синьому полі 4 золоті лілеї, покладені в хрест. 

## Зміст
Лілія є атрибутом Діви Марії та церкви міста, яка була присвячена Богородиці ще з часів середньовіччя.